# Filippinernas representanthus
Filippinernas representanthus (filipino: Kapulungan ng mga Kinatawan ng Pilipinas, engelska: House of Representatives of the Philippines, spanska: Cámara de Representantes de Filipinas) är det filippinska parlamentets underhus.  
Detta husets ledamöter kallas officiellt Representative på engelska eller Kinatawan på filippinska.  De blir valda till en treårs mandatperiod. De kan bli omvalda men kan inte tjäna tre ämbetsperioder i sträck.  Omkring 80 procent av ledamöter är valda genom geografiska distrikt. Det finns 234 lagstiftande distrikt i landet. Varje distrikt består av åtminstone 250,000 människor.  Det finns också ledamöter som är valda genom ett system med partilistor. Genom detta vals upp till 20 procent av ledamöterna.
Representanthuset är det enda organ som har makten att åtala vissa ämbetsmän och inleda finansförslag.
Representanthuset leds av talmannen, som för närvarande (2019) är Gloria Arroyo från Pampangas andra distrikt..  Representanthuset ligger i Batasan Hills i Quezon City, Metro Manila. Byggnaden heter vanligtvis Batasan som har blivit en synonym för representanthuset. 